# Iguanacolossus fortis
L'iguanacolosso (Iguanacolossus fortis) era un dinosauro erbivoro appartenente agli ornitopodi. Visse nel Cretaceo inferiore (Barremiano, circa 125 milioni di anni fa) e i suoi resti fossili sono stati ritrovati in Nordamerica (Utah).

## Descrizione
Questo animale, conosciuto per un singolo esemplare incompleto, doveva avere dimensioni imponenti, e probabilmente raggiungeva i 10 metri di lunghezza. L'aspetto era molto simile a quello del più noto Iguanodon, e anche le dimensioni erano paragonabili. Il corpo voluminoso era sorretto da potenti zampe posteriori e probabilmente le zampe anteriori erano dotate di "pollici - aculei" come quelli presenti in Iguanodon. Il cranio aveva una struttura robusta e una forma piuttosto allungata.

## Classificazione

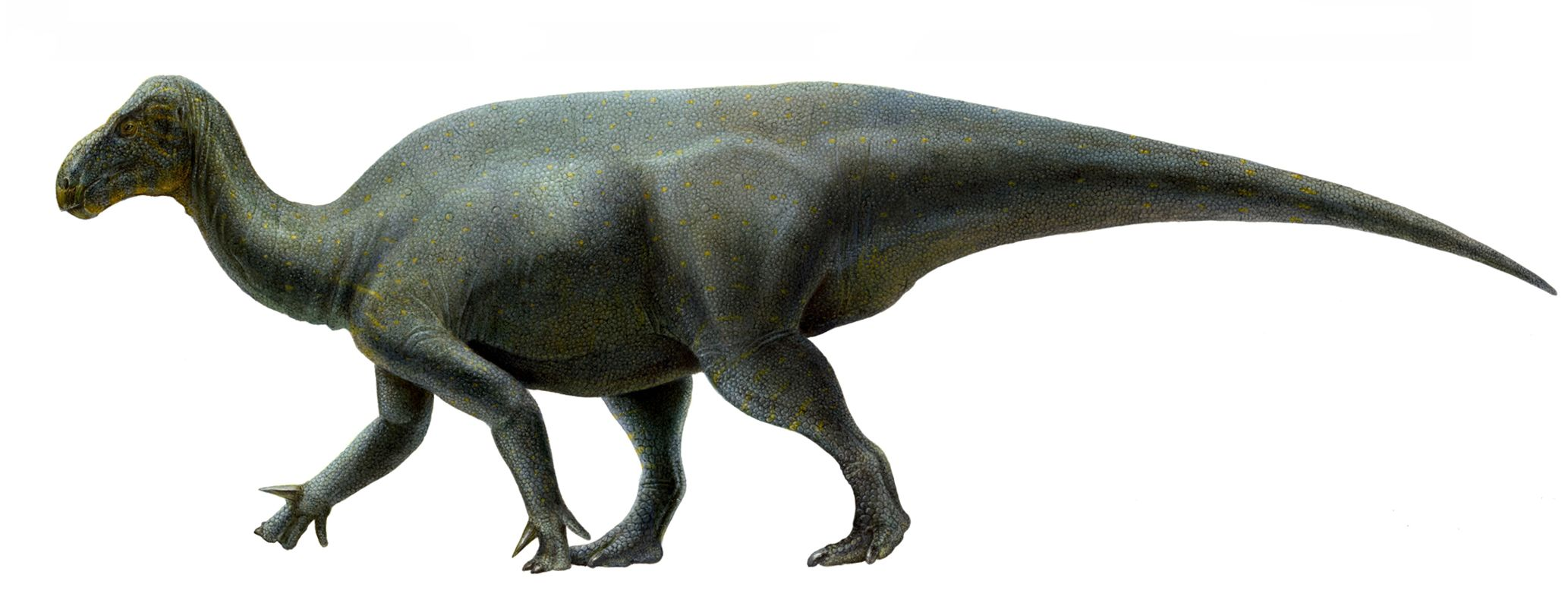
Ricostruzione di Iguanacolossus

I resti fossili di Iguanacolossus, comprendenti vertebre, costole, ossa della coda (chevron), ossa del bacino e parti del cranio, sono stati ritrovati nella parte inferiore degli strati Yellow Cat Member della formazione Cedar Mountain nello Utah, corrispondente al piano Barremiano. Lo studio effettuato nel 2010 sulla base dei resti ha condotto i paleontologi a ritenere che Iguanacolossus fosse un membro degli iguanodonti, un grande gruppo di dinosauri ornitopodi molto diffusi nel Cretaceo. In particolare, Iguanacolossus sembrerebbe essere stato un rappresentante di grosse dimensioni e relativamente primitivo, forse simile al Lanzhousaurus della Cina ma più primitivo di Iguanodon.
Il nome generico si riferisce ai denti simili a quelli dell'iguana (e anche al ben noto Iguanodon) e alle dimensioni gigantesche dell'animale.

## Stile di vita
L'iguanacolosso era uno dei più grandi animali del suo ambiente; probabilmente vagava per le pianure cibandosi del fogliame degli alberi bassi. Altri dinosauri vivevano nello stesso ambiente: un iguanodonte più piccolo (Hippodraco), un dinosauro corazzato (Gastonia), un sauropode (Cedarosaurus), il piccolo carnivoro Nedcolbertia e il grande dromeosauride Utahraptor, che probabilmente rappresentava il principale predatore di Iguanacolossus.